# Boa kubański
Boa kubański (Chilabothrus angulifer) – gatunek węża z podrodziny boa (Boinae) w rodzinie dusicielowatych (Boidae), występujący na Kubie.
Boa kubański jest endemitem Kuby; oprócz głównej wyspy tego państwa zamieszkuje też sąsiednie wysepki oraz Isla de la Juventud.
Jego długość dochodzi do 4,50 m (przeważnie jest to jednak ok. 3 m). Ubarwienie żółte, po oliwkowe, z nieregularnymi, szerokimi, ciemnobrązowymi po czarne pasami poprzecznymi, które jednak często są na tyle poprzerywane i niespójne, że występują jedynie w postaci niewyraźnej sieci.
Wąż zajmuje różnorodne środowiska: lasy liściaste, zarośnięte tereny kamieniste i skaliste. Spotykany także na plantacjach trzciny cukrowej, a nawet na przedmieściach większych miast. Także w jamach i wśród półek skalnych. Aktywny o zmierzchu i nocą. Odżywia się głównie gryzoniami i pisklętami.
Okres godowy węża boa przypada na marzec–kwiecień. Rodzi się ok. 30 sztuk żywych młodych. W chwili urodzenia młode węże mierzą od 60 do 70 cm.